# Liste antiker Ortsnamen und geographischer Bezeichnungen/Ci
| Lateinischer Name               | Griechischer Name             | Beschreibung                                                                            | Heute                                                                               | Quellen und Verweise   | Lage |
| ------------------------------- | ----------------------------- | --------------------------------------------------------------------------------------- | ----------------------------------------------------------------------------------- | ---------------------- | ---- |
| Ciabrus                         |                               |                                                                                         |                                                                                     | Smith;                 |      |
| Cianus Sinus                    |                               |                                                                                         |                                                                                     | Smith;                 |      |
| Cibalae                         | Κιβάλαι (Kibalai)             | Stadt im unteren Pannonien                                                              | Vinkovci im Osten von Kroatien                                                      | PECS; Smith;           |      |
| Cibrus                          |                               |                                                                                         |                                                                                     | Smith;                 |      |
| Cibyra                          | Κιβύρα μεγάλη (Kibyra megalē) | Stadt in Phrygien                                                                       | 3 km nordwestlich von Gölhisar (ehemals Horzum) in der Provinz Burdur in der Türkei | Smith (1);             |      |
| Cibyra                          | Κιβύρα μικρά (Kibyra mikra)   | Stadt in Pamphylien                                                                     | auf Kap Karaburun, 32 Kilometer westlich von Alanya in der Türkei                   | Smith (2);             |      |
| Cichyrus                        |                               | siehe Ephyra                                                                            |                                                                                     |                        |      |
| Cicones                         |                               |                                                                                         |                                                                                     | Smith;                 |      |
| Cicucium, Cicutio               |                               | römische Festung im westlichen Britannien                                               | Y Gaer bei Brecon in Wales                                                          | PECS; Pleiades;        |      |
| Cicynethus                      |                               |                                                                                         |                                                                                     | Smith;                 |      |
| Cicynna                         |                               |                                                                                         |                                                                                     | Smith;                 |      |
| Cidamus                         |                               | Militärlager am Limes Tripolitanus in der Provinz Africa proconsularis                  | Ghadames in Libyen                                                                  | Pleiades;              |      |
| Cidramus                        |                               | Stadt in Karien                                                                         | Yorga in der Türkei                                                                 | Smith;                 |      |
| Cierium, Pierium, Piera, Pieria |                               |                                                                                         |                                                                                     | Smith;                 |      |
| Cierus                          |                               |                                                                                         |                                                                                     | Smith;                 |      |
| Cilbiani                        |                               |                                                                                         |                                                                                     | Smith;                 |      |
| Cilices                         |                               |                                                                                         |                                                                                     | Smith;                 |      |
| Cilicia                         | Κιλικία (Kilikia)             | Landschaft im Südosten Kleinasien                                                       | Südosten der Türkei                                                                 | Smith;                 |      |
| Ciliciae Pylae                  |                               |                                                                                         |                                                                                     | Smith;                 |      |
| Cilla                           |                               |                                                                                         |                                                                                     | Smith;                 |      |
| Cillanius Campus                |                               |                                                                                         |                                                                                     | Smith;                 |      |
| Cillium, Colonia Cillilana      |                               | Stadt in Byzacena                                                                       | westlich von Kasserine in Tunesien                                                  | PECS; Pleiades;        |      |
| Cilurnum                        |                               |                                                                                         |                                                                                     | Smith;                 |      |
| Cimbri                          |                               |                                                                                         |                                                                                     | Smith;                 |      |
| Cimbrica Chersonesus            |                               |                                                                                         |                                                                                     | Smith;                 |      |
| Cimbrorum Promontorium          |                               |                                                                                         |                                                                                     | Smith;                 |      |
| Cimiatene                       |                               |                                                                                         |                                                                                     | Smith;                 |      |
| Ciminus                         |                               |                                                                                         |                                                                                     | Smith;                 |      |
| Cimmericum                      |                               |                                                                                         |                                                                                     | Smith;                 |      |
| Cimmerii                        |                               |                                                                                         |                                                                                     | Smith;                 |      |
| Cimmerium                       |                               |                                                                                         |                                                                                     | Smith;                 |      |
| Cimolis                         |                               |                                                                                         |                                                                                     | Smith;                 |      |
| Cimolus                         |                               |                                                                                         |                                                                                     | Smith;                 |      |
| Cinabi                          |                               |                                                                                         |                                                                                     | Smith;                 |      |
| Cinaedocolpitae                 |                               |                                                                                         |                                                                                     | Smith;                 |      |
| Cinara                          |                               |                                                                                         |                                                                                     | Smith;                 |      |
| Cindevia                        |                               |                                                                                         |                                                                                     | Smith;                 |      |
| Cindye                          |                               |                                                                                         |                                                                                     | Smith;                 |      |
| Cinga                           |                               |                                                                                         |                                                                                     | Smith;                 |      |
| Cingilia                        |                               |                                                                                         |                                                                                     | Smith;                 |      |
| Cingulum                        | Κιγγοῦλον (Kingoulon)         | Stadt im Picenum                                                                        | Cingoli, 27 km nordöstlich von Macerata in Italien                                  | Smith;                 |      |
| Cinium                          |                               |                                                                                         |                                                                                     | Smith;                 |      |
| Cinnereth                       |                               |                                                                                         |                                                                                     | Smith;                 |      |
| Cinolis                         |                               |                                                                                         |                                                                                     | Smith;                 |      |
| Cinyps                          |                               |                                                                                         |                                                                                     | Smith;                 |      |
| Circeii                         |                               |                                                                                         |                                                                                     | Smith;                 |      |
| Circeius                        |                               |                                                                                         |                                                                                     | Smith;                 |      |
| Circesium                       | Κιρκήσιον (Kirkēsion)         | römische Grenzfestung in Mesopotamien                                                   | 40 km südöstlich von Deir ez-Zor in Syrien, am Zusammenfluss von Chabur und Euphrat | Smith;                 |      |
| Cirphis                         |                               |                                                                                         |                                                                                     | Smith;                 |      |
| Cirpi                           |                               | römisches Militärlager in Pannonien                                                     | im Süden der Gemarkung Dunabogdány im Komitat Pest in Ungarn                        |                        |      |
| Cirradae                        |                               |                                                                                         |                                                                                     | Smith;                 |      |
| Cirrha                          |                               |                                                                                         |                                                                                     | Smith;                 |      |
| Cirrhadia                       |                               |                                                                                         |                                                                                     | Smith;                 |      |
| Cirta                           | Κίρτα (Kirta)                 | Stadt in Numidien                                                                       | Constantine in Algerien                                                             | PECS; Smith;           |      |
| Cisamus                         | Κίσαμος (Kisamos)             | Stadt auf Kreta                                                                         | Kissamos im Nordwesten von Kreta                                                    | Smith;                 |      |
| Cison                           |                               | siehe Kishon                                                                            |                                                                                     |                        |      |
| Cissa, Cissis                   | Κίσσα (Kissa)                 | Vorläufersiedlung des römischen Tarraco in Hispanien, Schauplatz der Schlacht von Cissa | bei Tarragona in Spanien                                                            | PECS; Pleiades; Smith; |      |
| Cissa                           | Κίσσα (Kissa)                 | kleine Stadt auf dem thrakischen Chersonesos                                            | auf der Halbinsel Gallipoli                                                         | Smith;                 |      |
| Cissia                          |                               |                                                                                         |                                                                                     | Smith;                 |      |
| Cissides                        |                               |                                                                                         |                                                                                     | Smith;                 |      |
| Cissus                          |                               |                                                                                         |                                                                                     | Smith;                 |      |
| Cisthene                        |                               |                                                                                         |                                                                                     | Smith;                 |      |
| Cistoboci                       |                               |                                                                                         |                                                                                     | Smith;                 |      |
| Cithaeron                       |                               |                                                                                         |                                                                                     | Smith;                 |      |
| Citharista                      |                               |                                                                                         |                                                                                     | Smith;                 |      |
| Citharistes                     |                               |                                                                                         |                                                                                     | Smith;                 |      |
| Citharizon                      |                               |                                                                                         |                                                                                     | Smith;                 |      |
| Citium                          | Κίτιον (Kition)               | Hauptstadt des Königreichs Kition                                                       | Larnaka auf Zypern                                                                  | Smith (1);             |      |
| Citrum                          |                               |                                                                                         |                                                                                     | Smith;                 |      |
| Cius, Prusias ad Mare           | Κίος (Kios)                   | Stadt in Bithynien                                                                      | Gemlik in der Türkei                                                                | Pleiades; Smith;       |      |
| Cius                            |                               | römischer Militärposten und Hafen in Moesia inferior                                    | Gârliciu im Kreis Constanța in der rumänischen Dobrudscha                           | PECS; Pleiades;        |      |
| Cizari                          |                               |                                                                                         |                                                                                     | Smith;                 |      |